# NEC PC-8801
La serie di NEC PC-8801 o PC-8800 (PC-8800シリーズ?, Pī Shī Hassen Happyaku Shirīzu), generalmente abbreviata in PC-88, è una linea di home computer a 8 bit basati sul processore NEC µPD780C, clone del Zilog Z80, prodotti dal 1981 da NEC e commercializzati prevalentemente in Giappone.

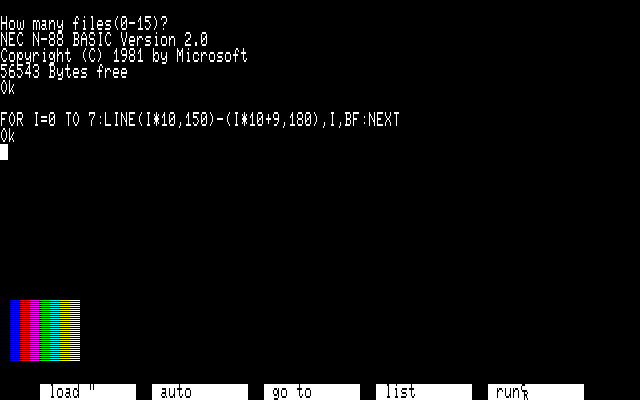
Schermata di boot

Il PC-88 riscosse un notevole successo nelle vendite e riuscì ad affermarsi come uno dei quattro principali home computer giapponesi degli anni 1980, accanto al Fujitsu FM-7, allo Sharp X1 e all'MSX. Fu in seguito eclissato dalla serie di PC-9800 a 16 bit della NEC, mantenendo comunque costanti le vendite fino ai primi anni del 1990.
La sussidiaria americana della NEC, la NEC Home Electronics, mise in commercio varianti del PC-8800 negli Stati Uniti e in Canada.

## Lista dei modelli
Modalità grafiche:
- Modo N: modalità compatibile con il modo grafico della serie NEC PC-8000 (160x100 pixel, 8 colori)
- Modo V1: 640 × 200 8 colori, 640 × 400 2 colori
- Modo V2:  640 × 200 8 colori da una tavolozza di 512, 640 × 400 2 colori scelti tra 512
- Modo V3:  640 × 200 65536 colori, 640 × 400 256 colori da una tavolozza di 65536, 320 × 200 65536 colori, 320 × 400 64 colori scelti su 65536

| Anno comm. | nome PC        | modello        | CPU                     | RAM   | VRAM  | modo N | modo V1 | modo V2 | modo V3 | sonoro                                                 | porta I/O ATARI D-sub 9pin | FDD (floppy)               | CD-ROM      | note                                                                                            |
| ---------- | -------------- | -------------- | ----------------------- | ----- | ----- | ------ | ------- | ------- | ------- | ------------------------------------------------------ | -------------------------- | -------------------------- | ----------- | ----------------------------------------------------------------------------------------------- |
| 1981       | PC-8801        | PC-8801        | NEC µPD780 4 MHz        | 64KB  | 48KB  | o      | o       | -       | -       | Beeper interno come nel PC-IBM o il Sinclair Spectrum. | -                          | nessuno                    | -           |                                                                                                 |
| 1983       | PC-8801mkII    | model10        | NEC µPD780 4 MHz        | 64KB  | 48KB  | o      | o       | -       | -       | Beeper interno                                         | -                          | nessuno                    | -           |                                                                                                 |
| 1983       | PC-8801mkII    | model20        | NEC µPD780 4 MHz        | 64KB  | 48KB  | o      | o       | -       | -       | Beeper interno                                         | -                          | 5.25" 2D x1                | -           |                                                                                                 |
| 1983       | PC-8801mkII    | model30        | NEC µPD780 4 MHz        | 64KB  | 48KB  | o      | o       | -       | -       | Beeper interno                                         | -                          | 5.25" 2D x2                | -           |                                                                                                 |
| 1985       | PC-8801mkII SR | model10        | NEC µPD780 4 MHz        | 64KB  | 48KB  | o      | o       | o       | -       | FM(YM2203) Mono                                        | o                          | nessuno                    | -           | Introduzione del "modo V2" che è necessario per eseguire la maggior parte dei giochi del PC-88. |
| 1985       | PC-8801mkII SR | model20        | NEC µPD780 4 MHz        | 64KB  | 48KB  | o      | o       | o       | -       | FM(YM2203) Mono                                        | o                          | 5.25" 2D x1                | -           | Introduzione del "modo V2" che è necessario per eseguire la maggior parte dei giochi del PC-88. |
| 1985       | PC-8801mkII SR | model30        | NEC µPD780 4 MHz        | 64KB  | 48KB  | o      | o       | o       | -       | FM(YM2203) Mono                                        | o                          | 5.25" 2D x2                | -           | Introduzione del "modo V2" che è necessario per eseguire la maggior parte dei giochi del PC-88. |
| 1985       | PC-8801mkII TR | PC-8801mkII TR | NEC µPD780 4 MHz        | 64KB  | 48KB  | o      | o       | o       | -       | FM(YM2203) Mono                                        | o                          | 5.25" 2D x2                | -           | PC-8801 mkII SR con modem da 300 bit/s                                                          |
| 1985       | PC-8801mkII FR | model10        | NEC µPD780 4 MHz        | 64KB  | 48KB  | -      | o       | o       | -       | FM(YM2203) Mono                                        | o                          | nessuno                    | -           | Versione a costo ridotto del PC-8801mkIISR                                                      |
| 1985       | PC-8801mkII FR | model20        | NEC µPD780 4 MHz        | 64KB  | 48KB  | -      | o       | o       | -       | FM(YM2203) Mono                                        | o                          | 5.25" 2D x1                | -           | Versione a costo ridotto del PC-8801mkIISR                                                      |
| 1985       | PC-8801mkII FR | model30        | NEC µPD780 4 MHz        | 64KB  | 48KB  | -      | o       | o       | -       | FM(YM2203) Mono                                        | o                          | 5.25" 2D x2                | -           | Versione a costo ridotto del PC-8801mkIISR                                                      |
| 1985       | PC-8801mkII MR | PC-8801mkII MR | NEC µPD780 4 MHz        | 192KB | 48KB  | -      | o       | o       | -       | FM(YM2203) Mono                                        | o                          | 5.25" 2HD x2               | -           | FDD 2D→2HD                                                                                      |
| 1986       | PC-8801 FH     | model10        | NEC µPD70008 8 MHz      | 64KB  | 48KB  | -      | o       | o       | -       | FM(YM2203) Mono                                        | o                          | nessuno                    | -           | upgrade della CPU 88FR                                                                          |
| 1986       | PC-8801 FH     | model20        | NEC µPD70008 8 MHz      | 64KB  | 48KB  | -      | o       | o       | -       | FM(YM2203) Mono                                        | o                          | 5.25" 2D x1                | -           | upgrade della CPU 88FR                                                                          |
| 1986       | PC-8801 FH     | model30        | NEC µPD70008 8 MHz      | 64KB  | 48KB  | -      | o       | o       | -       | FM(YM2203) Mono                                        | o                          | 5.25" 2D x2                | -           | upgrade della CPU 88FR                                                                          |
| 1986       | PC-8801 MH     | PC-8801 MH     | NEC µPD70008 8 MHz      | 192KB | 48KB  | -      | o       | o       | -       | FM(YM2203) Mono                                        | o                          | 5.25" 2HD x2               | -           | Upgrade della CPU 88MR                                                                          |
| 1987       | PC-88 VA       | PC-88 VA       | NEC V50 (µPD9002) 8 MHz | 512KB | 256KB | -      | o       | o       | o       | FM(YM2203) Mono                                        | o                          | 5.25" 2HD x2               | -           | Upgrade della CPU (8bit→16bit)                                                                  |
| 1987       | PC-8801 FA     | PC-8801 FA     | NEC µPD70008 8 MHz      | 64KB  | 48KB  | -      | o       | o       | -       | FM(YM2608) Stereo + ADPCM Mono                         | o                          | 5.25" 2D x2                | -           | Upgrade della scheda sonora (88FR + 2° scheda sonora(Yamaha YM2608))                            |
| 1987       | PC-8801 MA     | PC-8801 MA     | NEC µPD70008 8 MHz      | 192KB | 48KB  | -      | o       | o       | -       | FM(YM2608) Stereo + ADPCM Mono                         | o                          | 5.25" 2HD x2               | -           | Upgrade della scheda sonora (88MR + 2° scheda sonora(Yamaha YM2608))                            |
| 1988       | PC-88 VA2      | PC-88 VA2      | NEC V50 (µPD9002) 8 MHz | 512KB | 256KB | -      | o       | o       | o       | FM(YM2608) Stereo + ADPCM Mono                         | o                          | 5.25" 2HD x2               | -           |                                                                                                 |
| 1988       | PC-88 VA3      | PC-88 VA3      | NEC V50 (µPD9002) 8 MHz | 512KB | 256KB | -      | o       | o       | o       | FM(YM2608) Stereo + ADPCM Mono                         | o                          | 5.25" 2HD x2 / 3.5" 2TD x1 | -           | Aggiunta di 2TD FDD                                                                             |
| 1988       | PC-8801 FE     | PC-8801 FE     | NEC µPD70008 8 MHz      | 64KB  | 48KB  | -      | o       | o       | -       | FM(YM2203) Mono                                        | o                          | 5.25" 2D x2                | -           | Uscita TV(NTSC) (video composito), I/O esterno del                                              |
| 1988       | PC-8801 MA2    | PC-8801 MA2    | NEC µPD70008 8 MHz      | 192KB | 48KB  | -      | o       | o       | -       | FM(YM2608) Stereo +ADPCM Mono                          | o                          | 5.25" 2HD x2               | -           | Sostituisce il modello 88MA                                                                     |
| 1989       | PC-8801 FE2    | PC-8801 FE2    | NEC µPD70008 8 MHz      | 64KB  | 48KB  | -      | o       | o       | -       | FM(YM2203) Mono                                        | o                          | 5.25" 2D x2                | -           | Sostituisce il modello 88FE                                                                     |
| 1989       | PC-8801 MC     | model1         | NEC µPD70008 8 MHz      | 192KB | 48KB  | -      | o       | o       | -       | FM(YM2608) Stereo + ADPCM Mono                         | o                          | 5.25" 2HD x2               | (opzionale) |                                                                                                 |
| 1989       | PC-8801 MC     | model2         | NEC µPD70008 8 MHz      | 192KB | 48KB  | -      | o       | o       | -       | FM(YM2608) Stereo + ADPCM Mono                         | o                          | 5.25" 2HD x2               | o           |                                                                                                 |

## Hardware

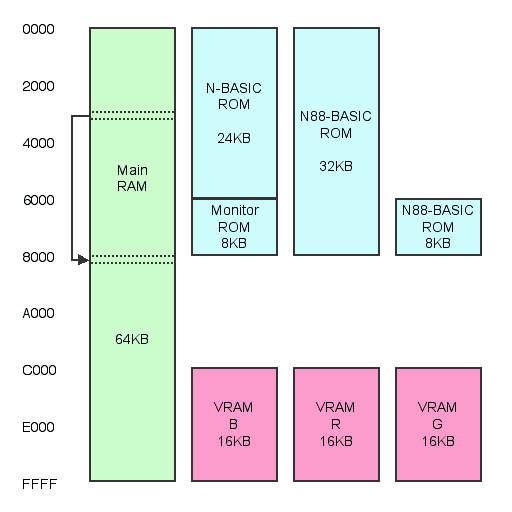
Diagramma della memoria di un PC-8801.

- CPU: NEC PD780C-1 (Z80A compatibile)
- Risoluzione: 640×200, 640×400, 320×200, 320×400
- Memoria: 1.5 MB ROM, 512 kB RAM
- Suono: 3 canali FM + 3 SSG + 6 ritmici + 1 canale a modulazione di impulsi

Per l'epoca il computer era dotato di una grafica di alta qualità dato che era in grado di mostrare fino a 8 colori contemporaneamente scelti da una tavolozza di 512 e in monocromatico raggiungeva una risoluzione di 640×400 punti. Il suono era tra i migliori disponibili all'epoca.

## Software
Tra le società che svilupparono software per il computer si segnalano Enix, Square, SEGA, Falcom, Bandai Soft, Hal Laboratory, ASCII, Pony, T&E Soft, Wolf Team, Dempa, Champion Soft, Starcraft, Micro Cabin, PSK e Bothtec. Alcune società svilupparono dei titoli convertendoli da quelli sviluppati per MSX, le principali a seguire questa strada furono Game Arts, ELF e Konami.
Nintendo permise a Hudson Soft di portare molti suoi giochi sviluppati per NES su PC-8801, tra i maggior si segnalano Excitebike, Balloon Fight, Tennis, Donkey Kong 3, Golf e Ice Climber; inoltre sono state create apposite versioni di Mario Bros. e di Super Mario Bros..
Il computer era dotato di un interprete BASIC come la maggior parte dei sistemi dell'epoca, chiamato N88-BASIC.